# خالد العرج
خالد بن عبد الله العرج، (ولد عام 1958م)، وزير الخدمة المدنية في السعودية سابقا، عين في 29 يناير 2015 وتم إعفائه من المنصب بتاريخ 22 أبريل 2017، بسبب التحقيق لقضية ارتكابه تجاوزات واستغلال للنفوذ والسلطة. كان قبل توليه المنصب يعمل كعضو مجلس إدارة وعضواً مؤسساً في العديد من الشركات الخاصة، كما عمل في العديد من المؤسسات الحكومية.

## سيرته
حصل على درجة الماجستير في علوم تكنولوجيا الإدارة بمرتبة الشرف في ديسمبر عام 1984م، ودرجة بكالوريوس العلوم في هندسة التصنيع بمرتبة الشرف من جامعة ويسكاونسن بأمريكا في أغسطس عام 1983م، وحصل على شهادة في برنامج التنمية الائتمانية في نيويورك عام 1985م.
كتب العرج العديد من المقالات في الصحف المحلية حول الإدارة والإستثمار والموارد البشرية والموضوعات المتعلقة بالتدريب والتوظيف، صدر أمر ملكي في تاريخ 9 ربيع الأخر 1436هـ، بتعيينه وزيراً للخدمة المدنية. وتم إعفائه من منصبه بأمر ملكي في تاريخ 25 رجب 1438هـ، وإحالته للتحقيق بسبب مخالفاته التي رصدتها هيئة مكافحة الفساد.

## إعفائه وإحالته للتحقيق
صدر أمر ملكي رقم: أ / 179، بتاريخ 25- رجب - 1438هـ، بتشكيل لجنة وزارية في الديوان الملكي للتحقيق فيما ارتكبه من تجاوزات بما في ذلك استغلاله للنفوذ والسلطة بحسب ما جاء في الأمر الملكي. وكانت الهيئة الوطنية لمكافحة الفساد "نزاهة" وهيئة الرقابة والتحقيق، قد رصدت تجاوزات العرج بتعيين ابنه عبد الله العرج براتب قدره 21600 ريال حسب وثيقة تم تداولها، وذلك بعدما تقدم أحد المواطنين ببلاغ رسمي لـ«نزاهة».
وقالت "نزاهة" في تقرير بثته في حينها، إن تحرياتها توصلت إلى تجاوزات واستغلال للنفوذ والسلطة. بما في ذلك "قضية" توظيف ابنه بطريقة غير نظامية"، مكنتها من اكتشاف مخالفات تعاقد عدد من الوزارات مع مواطنين برواتب عالية. وقد أكدت معظم التعليقات من محللين وصحافيين لوسائل الإعلام أن قرار إحالة الوزير للتحقيق يتسم بالشفافية العالية، ويوجه رسالة قوية إلى أن لا أحد فوق القانون.
وتعود قضية نجل الوزير إلى أكتوبر/تشرين الأول الماضي، إذ جرى تسريب وثيقة عبر مواقع التواصل الاجتماعي حول تعيين نجل الوزير، الذي لا يحمل مؤهلا جامعيا، بوظيفة كبيرة مع راتب مرتفع، ما أثار ردود فعل واسعة في أوساط السعوديين على شبكات التواصل. وقد أكد إحدى المحامين السعوديين أنّ عقوبة السجن لمدة لا تقل عن 3 سنوات ولا تزيد على 10 سنوات بانتظار وزير الخدمة المدنية السابق خالد العرج، بعد ثبوت تعاقد وزارة الشؤون البلدية والقروية مع ابنه بطريقة غير نظامية تمت على برنامج استقطاب الكفاءات المتميزة.